# Riksenheten mot internationell och organiserad brottslighet
Riksenheten mot internationell och organiserad brottslighet (RIO), är en enhet inom Nationella åklagaravdelningen i Åklagarmyndigheten i Sverige för bekämpning av gränsöverskridande brottslighet, samt i vissa fall nationell organiserad brottslighet.
Riksenheten har arbetsställen i Stockholm, Göteborg och Malmö. Kansliort är Stockholm. 